# International Motor Products
International Motor Products war ein US-amerikanischer Automobilhersteller, der 1948–1951 in Glendale (Kalifornien) ansässig war. Gründer war R. Stanley Griffin, ein ehemaliger Kameramann von Warner Bros.
Gebaut wurde ein Kleinstwagen namens Imp (dt.: Teufelchen). Dies war ein offener Zweisitzer mit GFK-Karosserie und Rohrrahmen. Angetrieben wurde der Wagen von einem luftgekühlten Einzylindermotor mit 7,5 bhp (5,5 kW) Leistung, der hinten eingebaut war. Der Wagen hatte 1829 mm Radstand und war 2743 mm lang.
Griffin hatte den IMP als Kleinfahrzeug „zum Brötchenholen“ konzipiert. Der Preis des 250 kg schweren Wagens lag bei 695 US-Dollar (entspricht heute 7.822 US-Dollar). 1948 entstand nur ein Prototyp. In den Folgejahren wurden sechs weitere Fahrzeuge gebaut.